# Дар'ївка (Херсонський район)
Да́р'ївка (в минулому — Карлівка, Даріївка-Карловка) — село в Україні, адміністративний центр Дар'ївської сільської громади та ради Херсонського району Херсонської області.

## Назва
Село Дар'ївка отримало назву на честь дружини Федора Комстадіуса – Дар'ї. Але це була русифікована форма, бо насправді вона була німкеня, носила ім'я Доротея (Дюринг).

## Географія
Село Дар'ївка розташоване на правому березі річки Інгульця за 37 км ві смт Білозерка та за 22 км від залізничної станції Херсон. Через село проходить автошлях міжнародного значення М14E58. Площа села — 266,2 га, дворів — 607, квартир — 435, населення становить 2 855 осіб (станом на 2008 рік).

## Герб
На гербі зображена змієнога богиня Апі з праць Гомера. Її Геракл зустрів у печері (є версія, що у Федорівських печерах поблизу села) і вона народила герою трьох синів, одним з яких був Скіф. Також на гербі зображена срібну пов'язка, зав'язана у формі петлі - родовий герб Комстадіусів а також Дар'ївський міст через Інгулець.

## Населення
Згідно з переписом УРСР 1989 року чисельність наявного населення села становила 3197 осіб, з яких 1524 чоловіки та 1673 жінки.
За переписом населення України 2001 року в селі мешкали 2825 осіб.

### Мовний склад
Рідна мова населення за даними перепису 2001 року:
| Мова            | Кількість | Відсоток |
| --------------- | --------- | -------- |
| українська      | 2390      | 84.60%   |
| російська       | 400       | 14.16%   |
| білоруська      | 5         | 0.18%    |
| румунська       | 1         | 0.03%    |
| болгарська      | 1         | 0.03%    |
| інші/не вказали | 28        | 1.00%    |
| Усього          | 2825      | 100%     |

## Історія
Село засноване 8 червня 1780 року графом Федором Комстадіусом — нащадком відомого шведського роду. Федір Савелійович заснував у Фалеївці (нині — село Садове) три фабрики: оцтову, шовковичну та винокурню. Тут же був заснований фамільний некрополь. Згодом Федір Комстадіус купив сусідні землі навколо Фалеївки у племінниці Фалеєва — Авдотьї. Він заснував маєток Дар'ївка, названий ім'ям дружини — Доротеї (Дар'ї) і Антонівку — на честь сина Антона.
Раніше належало до Микільської волості Херсонського повіту Херсонської губернії Російської імперії. Станом на 1886 рік у селі мешкало 169 осіб, налічувалось 29 дворів, існували поштова станція, земська станція, церковно-приходська школа, відкрита у 1862 році, постоялий двір, міст через Інгулець.
З січня 1918 року село перебувало під радянською окупацією.
Село постраждало від голодомору, проведеного радянським урядом у 1932—1933 роках. У селі відбувались відкриття кримінальних справ за крадіжки на млині. Згідно з мартирологом Національної книги пам'яті України, складеного на основі різних джерел, встановлено імена 3 загиблих.
Під час німецько-радянської війни село було повністю зруйноване німецькими окупантами. 226 мешканців села воювали на фронтах війни, з них 78 нагороджені державними нагородами СРСР, 38 чоловік загинули. На їх честь в селі споруджено пам'ятник.
У післявоєнний період в селі збудовано дільничну лікарню на 60 ліжок, пологовий будинок, аптеку, пекарню, дитячий і побутовий комбінати, відділення зв'язку, 273 житлові будинки, з яких 7 двоповерхові.
На початку 1970-х років в селі налічувалось 563 дворів, мешкало понад 1 800 чоловік. В селі містилася центральна садиба радгоспу «Росія», за яким було закріплено 4,4 тисяч га сільськогосподарських угідь, у тому числі 4 тисячі га орної землі, з них 705 га зрошуваної. Господарство займалось м'ясо-молочним тваринництвом, вирощувало зернові і овочеві культури. Тут знаходилося відділення «Сільгосптехніки».
У 2019 році утворена Дар'ївська сільська громада.
19 липня 2020 року в результаті адміністративно-територіальної реформи та ліквідації Білозерського району село увійшло до складу Херсонського району.

### Російсько-українська війна (з 2014)

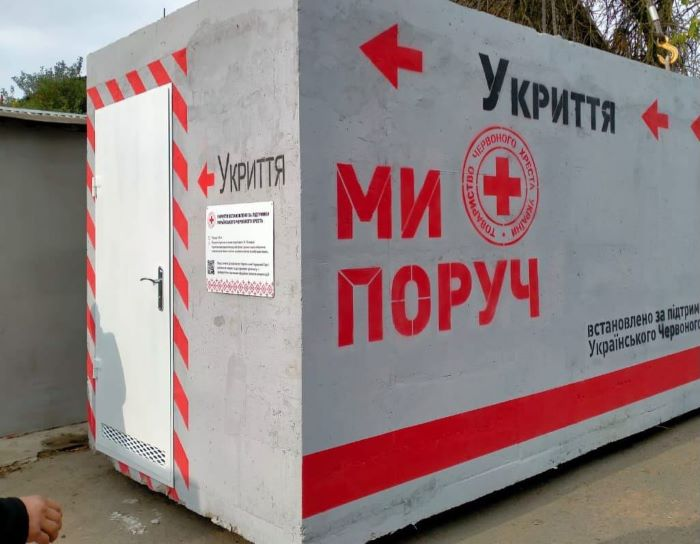
Укриття в селі

26 лютого 2022 року, в ході вторгнення Росії в Україну, російська армія окупувала село при наступі на Херсон, і місто потрапило в оточення.
Вранці 23 липня 2022 року, аби створити проблеми з постачанням російського угрупування окупантів на правому березі Дніпра в Херсонській області українські військові влучили у Дар'ївський міст через річку Інгулець. Таким чином, був пошкоджений міст у напрямку Каховської ГЕС. Російські окупанти стверджували, що міст був пошкоджений ракетами з комплексу HIMARS.
Вранці 9 листопада, під час втечі російських військ на Лівобережжя Херсонщини, було остаточно підірвано Дар'ївський міст.
11 листопада 2022 року визволене в ході контрнаступу Збройних сил України в Херсонській області.
Після звільнення село перебуває під постійним вогнем російської армії.

## Археологічні знахідки
- Федорівські печери на березі Інгульця. Це карстові печери, по суті, перші в гирлі Дніпра. Там виявлені сліди перебування людей кам'яної доби. Давньогрецький історик Геродот писав про печери у гирлі Дніпра у країні Гілеї, де Геракл зустрів змієногу богиню. Вона народила герою трьох синів, одним з яких був Скіф.
- Поблизу села виявлено залишки ранньоскіфського поселення і поховання, а також рештки поселення перших століть н. е.[8]
- У 1890 році Георгій Скадовський проводив розкопки на землях поблизу Інгульця і знайшов докази існування там римського військового табору. Тобто кордони Римської імперії закінчувалися у нас, це була провінція Мезія, адміністративний центр якої розташовувався у Румунії. Ну, а радянська влада просто по контуру цього важливого історичного місця побудувала Дар'ївську виправну колонію, унеможлививши вивчення цього історичного місця.[19]
- Неподалік села є пам'ятка археології, місце, де були зафіксовані залишки козацького сторожового пункту – урочище Бомбандери.

## Релігія
- Храм Святих мучеників Хрисанфа і Дарії ПЦУ
- Храм Святих великомучеників Бориса і Гліба УПЦ МП

## Артоб'єкт
- Міні-мурал на вірш Ліни Костенко[20]

## Цікаві факти
- В селі є дуже цікавий постамент, на якому стоїть пам’ятник Тарасу Шевченку. Пам’ятник нічим історичним не відрізняється, а постамент – унікальний. З трьох видів мармуру: білого, червоного та зеленого. Колись цей постамент стояв перед краєзнавчим музеєм у Херсоні, на Говардівській. Спочатку на ньому встановили імператора Олександра II, потім – Ленін. А ось тепер він опинився у Дар’ївці з Шевченко.

## Відомі особи
- Наумов Дмитро Миколайович (1983—2017) — уродженець села, сержант Збройних сил України, учасник російсько-української війни. Загинув 15 липня 2017 року, під час виконання бойового завдання у Донецькій області
- Шевченко Ірина Вікторівна (1971—2019) — сержант Збройних сил України, учасник російсько-української війни
- Шульга Андрій (1993–2014) — герой АТО, солдат 79-ї окремої аеромобільної бригади. Загинув 31 липня 2014 року[21]
- Андрій Лопушинський — майстер, який виготовляє бугаї. Бугай — птах і музичний інструмент[22]
- Сергій Михайловський — Заслужений артист України[23]